# Agrias violetta
Agrias violetta är en fjärilsart som beskrevs av Peter William Michael 1927. Agrias violetta ingår i släktet Agrias och familjen praktfjärilar. Inga underarter finns listade i Catalogue of Life.